# Bem (superkomputer)
Bem – superkomputer, klaster znajdujący się we Wrocławskim Centrum Sieciowo-Superkomputerowym (WCSS) o mocy obliczeniowej 860 TFLOPS.
Klaster został uruchomiony 25 czerwca 2015 na Politechnice Wrocławskiej. Składa się z 724 połączonych serwerów Actina przy 1600 procesorach Intel Xeon posiadających ponad 22 tysiące rdzeni o łącznej mocy obliczeniowej 860 TFLOPS oraz 74,6 TB pamięci operacyjnej.
Klaster wykorzystuje tysiąc dysków twardych zapisując dane z prędkością 60 GB/s. Pobór mocy Bema wynosi 240 kW, jego chłodzenie odbywa się poprzez zasysanie zimnego powietrza z zamontowanych na dachu trzech agregatów wody lodowej.
Klaster otrzymał swoją nazwę na cześć Daniela Bema, zmarłego w 2014 założyciela WCSS.
Bem ma być wykorzystywany między innymi do analizy i modelowania danych z medycyny, mechaniki, astrochemii czy fizyki ciała stałego.
W momencie uruchomienia Bem był na 135. miejscu na liście najszybszych superkomputerów świata TOP500.